# Llocnou de la Corona
Llocnou de la Corona (em valenciano e oficialmente) ou Lugar Nuevo de la Corona (em castelhano), também conhecido como Poblenou de la Corona em valenciano, é um município da Espanha, na província de Valência, Comunidade Valenciana. Tem 0,04 km² de área e em 2021 tinha 124 habitantes (densidade: 3 100 hab./km²). Pertence à comarca de Horta Sul e limita com os municípios de Alfafar e Sedaví.